# Palacio de la Antigua Audiencia Provincial de Soria
El Palacio de la Antigua Audiencia Provincial, o Palacio de la Audiencia como se le conoce, es un edificio de la ciudad española de Soria. Situado en la plaza mayor, cuenta con el estatus de bien de interés cultural. Actualmente un centro cultural, en el pasado fue sede del Ayuntamiento de Soria.

## Descripción
Es una obra neoclásica del siglo XVIII —según planos del arquitecto Antonio Serrano, en un primer momento y de Domingo Ondátegui y José Oñaederra más tarde— que se construyó sobre un antiguo palacio renacentista, la casa del Marqués de Velamazán, como Ayuntamiento y cárcel de Soria. A lo largo de los años, albergó otras funciones siendo también Casa de los Linajes y no muchos años después sede de la Audiencia Provincial. Por último, con el traslado de la audiencia a otro edificio de la ciudad de Soria, en el año 1986 se remodeló íntegramente para su actual uso de centro cultural. Posee en la actualidad tres plantas que albergan, además del teatro, dos salas de exposiciones y dos salas de conferencias.
Presenta dos fachadas, la fachada este, que se abre hacia la Plaza Mayor y posee dos plantas; la baja dispone de soportal con cinco arcos de medio punto, de los cuales destaca el central, con mayor altura y anchura, lo que otorga cierta simetría. En planta primera posee balcón corrido con ocho vanos que se rematan superiormente con frontones rectos. La fachada a la Plaza Mayor remata con un gran reloj instalado en 1862, con conjunto metálico de forja que sostiene unas campanas. Se trata del antiguo reloj de la iglesia de Nuestra Señora de la Mayor que se trasladó al palacio en 1862 junto con campanas, que se alojan en campanile superior.
Se prolonga esta fachada, tras ligero retranqueo en planta, por la calle Pósito, que tiene también doble altura. En planta baja se abren dos puertas, una con arco de medio punto y la otra adintelada. En planta alta nuevamente cinco ventanas balconeras pero en este caso con los antepechos de forja individualizados y empotrados en el muro. Se abren también en planta baja seis huecos de ventana de pequeña dimensión y a dos niveles diferentes.
La fachada perpendicular con orientación norte se abre hacia la calle Sorovega. Tiene en planta baja también un arco de medio punto en testero del soportal y a continuación seis pequeños huecos que se distribuyen en dos alturas, con reja tupida de forja. Estos hacen referencia al uso como cárcel que tuvo el palacio. En planta primera se abren a esta calle cinco balcones con antepecho de reja forjada; cuatro de ellos con antepecho saliente de forja y el quinto con el antepecho empotrado en el muro.
La construcción es de sillería de piedra caliza vista en todas las fachadas, salvo una pequeña superficie en planta alta del último tramo hacia la calle Pósito, que se encuentra enfoscada y pintada. Todas las cubiertas del edificio son de teja árabe y vierten sus aguas hacia la calle o hacia patios interiores.

## Remodelaciones
En 1702 la cárcel es gravemente inundada reparándose lo indispensable hasta que en 1750 presenta aspecto de ruina.
En 1751 se solicita al Consejo de Castilla fondos para la construcción del ayuntamiento así como otras dependencias como la cárcel, puesto que todo el inmueble estaba amenazado de ruina, tanto que las reuniones ya no se celebraban en el ayuntamiento. La reforma es denegada sucesivamente en 1752 y 1755.  
En 1763 el arquitecto Domingo Ondátegui presenta el proyecto de remodelación, el proyecto es adjudicado al cantero Fernando Liermo.
En 1769 Fernando Liermo solicita hacer cambios.
En 1772 Fernando Liermo entrega las llaves a la ciudad.
En 1986 es rehabilitado presentando el aspecto actual. 

## Estatus patrimonial
El 29 de julio de 2021 fue declarado Bien de Interés Cultural, con la categoría de Monumento, mediante un acuerdo publicado el 26 de agosto de ese mismo año en el Boletín Oficial del Estado.